# Osiedle Kowalowiec
Kowalowiec – dzielnica Radomska. Wyróżnia się Kowalowiec Stary i Kowalowiec Nowy. Kowalowiec Nowy i Stobiecko Miejskie to zagłębie stolarzy. 
W dzielnicy znajdował się największy w Europie zakład mebli giętych „Fameg”, teraz już w rozsypce, oraz magazyn farmaceutyczny „Cefarm”. Przez Kowalowiec przechodzi Droga krajowa nr 42. Na Kowalowcu znajduje się Publiczne Przedszkole nr 5, a także Publiczna Szkoła Podstawowa nr 7 w Radomsku. Głównymi ulicami dzielnicy są: ul. 11 Listopada, ul. ks. K.Kościowa, ul. Krasickiego oraz ul. Brzeźnicka. Kowalowiec położony jest na zachód od centrum miasta. Kowalowiec sąsiaduje z dzielnicami: Stobiecko Miejskie, os. Brzeźnicka, Młodzowy oraz Centrum.